# Qatar National Bank
La Qatar National Bank (QNB) est une banque du Qatar dont le siège est à Doha. Elle est cotée en Bourse et opère dans plus de 31 pays à travers le monde avec plus de 4 300 agences et bureaux de représentation à son nom. QNB Group est la première banque du Moyen-Orient et d'Afrique et bénéficie d’une notation de premier ordre auprès des principales agences.  Il compte en 2016  plus de 20 millions de clients et 28 000 employés sur 31 pays. 
En 2016, elle rachète 99,8 % du capital de la banque turque Finansbank pour  2,7 milliards d’euros.
Cette banque a été fondée en 1964 et nationalisée en 2013 par le gouvernement du Qatar, qui détient désormais 50 % du capital par le biais de la Qatar Investment Authority.
Depuis 2011, La QNB Group sponsorise le Paris Saint-Germain .

## Histoire
Comme d’autres entreprises qataries, la QNB poursuit une stratégie d’expansion internationale extrêmement agressive, avec comme première cible l’Europe occidentale et en particulier la France.  La QNB est en effet détenue à 50 % par la Qatar Investment Authority. Ce fonds souverain a massivement investi dans l’immobilier de prestige à Paris et acquis des lieux symboliques de la ville tels que l’hôtel Lambert sur l’île Saint-Louis, l’hôtel de Coislin sur la place de la Concorde, et le Royal Monceau.
En décembre 2012, QNB annonce l'acquisition de la participation de 77,17 % que détient Société générale dans sa filiale égyptienne, qui compte plus de  4 000 employés et  160 agences, pour  1,97 milliard de dollars ,.
En juin 2013, la QNB signe un protocole d’accord avec la banque marocaine Attijariwafa Bank. Le but de la QNB aurait été de racheter le groupe marocain mais, selon un article paru dans le quotidien L’Opinion, l’opération n’aurait pas abouti car « à Rabat, l’épouvantail qatari fait peur. »,
En septembre 2014, Qatar National Bank prend une participation 23,5 % dans Ecobank, une banque d'Afrique de l'ouest, à travers deux prises de participation successive de 12,5 % pour un montant inconnu puis de 11,6 % pour  283 millions de dollars. Qatar National Bank devient ainsi le premier actionnaire du Groupe,.
En décembre 2015, Qatar National Bank annonce l'acquisition de Finansbank, la filiale turque de la National Bank of Greece, pour  2,75 milliards d'euros.
En avril 2018, la direction de la banque annonce qu'elle compte 22 millions de clients, avec plus de  28 000 collaborateurs répartis sur  1 200 sites et dispose de près de  4 300 distributeurs automatiques de billets.
En juillet 2018, elle publie, pour l'exercice du premier semestre 2018, un résultat net de  7,1 milliards de rials qataris (soit une hausse de 7 %)

## Programmes de responsabilité sociale et mécénat
La QNB finance de nombreux programmes et activités dans le cadre de sa politique de responsabilité sociale, en particulier dans le domaine du sport.
Ainsi, la QNB est le sponsor officiel de la Coupe du Monde de football de 2022 qui s'est déroulé au Qatar, de l’équipe de football Paris Saint-Germain ainsi que d’autres équipes sportives dans des disciplines aussi diverses que le cricket et le tennis.

## Critiques

### Fuite d’informations confidentielles de 2016
En avril 2016, le système informatique de la QNB est piraté et les données bancaires de célèbres clients de la banque mis en ligne.
Cette fuite a révélé des données personnelles (adresses email, numéro de compte, etc.) sur la famille royale du Qatar, les Al Thani. Par ailleurs, les hackers, dont l’identité reste inconnue, ont révélé dans un dossier spécial que le prédicateur extrémiste Youssef Al-Qaradawi qui est associé à plusieurs organisations terroristes possède de nombreux comptes chez la Qatar National Bank. Al Qaradawi fait l’objet depuis 2014 d’un mandat Interpol d’arrêt international pour incitation à la violence.

### Rachat du Printemps
La QNB a été impliquée dans le rachat du célèbre grand magasin Printemps par des investisseurs qataris. En effet, après le rachat des participations de la Deutsche Bank et du groupe italien Borletti en 2013, le consortium d’investisseurs qataris a transféré la dette du Printemps à une société à Doha au lieu de l’effacer comme prévu. Pour ce faire, ladite société a demandé un taux d’intérêt de 8 % au groupe Printemps pour répercuter l’emprunt qu’elle avait souscrit auprès de la Qatar National Bank.